# Tratado de Londres (1949)
El Tratado de Londres o  Estatuto del Consejo de Europa, firmado el 5 de mayo de 1949 es un tratado internacional que establece las bases del Consejo de Europa,   organismo internacional  que impulsa una unidad de acción de los estados de Europa mediante la colaboración entre ellos y con la exigencia de utilización de métodos democráticos.
Fue firmado en el Palacio de St. James de Londres y rubricado por diez estados: Bélgica, Francia, Luxemburgo, Países Bajos y Reino Unido, a los que se unen Irlanda, Italia, Dinamarca, Noruega y Suecia.
Su objetivo fundamental se expresó en el capítulo I:

La finalidad del Consejo de Europa consiste en realizar una unión más estrecha entre sus miembros para salvaguardar y promover los ideales y los principios que constituyen su patrimonio común y favorecer su progreso económico y social.

Sus fines son la defensa de los derechos humanos, de la democracia pluralista y la preeminencia del Derecho, así como potenciar la identidad europea entre todos los ciudadanos de este continente.
Los objetivos se conseguirían mediante acuerdos en lo económico, social, cultural, científico, jurídico y administrativo y la mayor efectividad de los derechos humanos y las libertades fundamentales:

El examen de los asuntos de interés común, la conclusión de acuerdos y la adopción de una acción conjunta en los campos económico, social, cultural, científico, jurídico y administrativo, así como la salvaguarda y la mayor efectividad de los derechos humanos y las libertades fundamentales.